# Allende (Nuevo León)
Allende è un comune del Messico, situato nello stato di Nuevo León, il cui capoluogo è la località omonima.
Conta 34.353 abitanti (2015) e ha una estensione di 190,52 km².
Il nome della località ricorda Ignacio Allende, eroe dell'indipendenza messicana.